# Rumina Satō
Rumina Satō (佐藤ルミナ), né le 29 décembre 1973 à Odawara, est un combattant japonais de combat libre participant au circuit du Shooto. Il est le premier artiste de combat libre à avoir battu, par soumission, un combattant ceinture noire de jiu-jitsu brésilien. Il est considéré par beaucoup comme un pratiquant de MMA particulièrement agréable à regarder, avec une forte base de lutte et une grande qualité de soumissions. Il a été surnommé Tsukiookami, qui signifie Moon Wolf. Dans le passé il combattait essentiellement dans la catégorie des 155 lb, mais il récemment choisi de descendre à la catégorie des 145 lb. Il est l'un des vétéran de la K'z Factory, une école de Shooto.
La soumission la plus rapide peut être attribuée à Rumina Sato qui plaça une clé de bras à la volée après 6 secondes lors de son match contre Charles Taylor le 15 janvier 1999 lors du Shooto - Devilock Fighters.

## Palmarès de MMA
- Professional MMA: 34 combats, 23 Victoires, 10 Défaites, 2 Draw. (au 11 mars 2006)
  - Shooto:
    - All Japan Amateur Shooto Championship, Welterweight: 2e place (1994)
    - 1st Shooto Pacific Rim Lightweight tournament: Champion (11 mars 2005)

| Résultat | Adversaire                | Méthode                                              | Nom de l'évènement                      | Date       | Round | Temps |
| -------- | ------------------------- | ---------------------------------------------------- | --------------------------------------- | ---------- | ----- | ----- |
| Win      | Augusto Frota Guimaraes   | Shooto-Back To Our Roots II                          | TKO (Doctor Stoppage)                   | 3/16/2007  | 1     | 1:21  |
| Loss     | Antonio Carvalho          | TKO (Punches)                                        | Shooto-The Victory of the Truth         | 2/17/2006  | 2     | 0:49  |
| Loss     | Gilbert Melendez          | TKO (Cut)                                            | Shooto-Alive Road                       | 8/20/2005  | 1     | 1:32  |
| Win      | Makoto Ishikawa           | Decision (Unanimous)                                 | Shooto 2005-3/11 in Korakuen Hall       | 3/11/2005  | 3     | 5:00  |
| Win      | Katsuya Toida             | KO (Punch)                                           | Shooto 2004-Year-End Show               | 12/14/2004 | 2     | 1:21  |
| Win      | Bao Quach                 | Submission (Armbar)                                  | Shooto Hawaii-Soljah Fight Night        | 7/9/2004   | 1     | 3:03  |
| Win      | Erikas Petraitis          | Technical Submission (Triangle Choke)                | Shooto 2004-5/3 in Korakuen Hall        | 5/3/2004   | 2     | 2:20  |
| Loss     | Alexandre Franca Nogueira | Submission (Guillotine Choke)                        | Shooto 2003-Year-End Show               | 12/14/2003 | 1     | 0:41  |
| Win      | Ryan Ackerman             | Submission (Heel Hook)                               | Shooto 2003-6/27 in Hiroshima Sun Plaza | 6/27/2003  | 1     | 2:12  |
| Loss     | Joachim Hansen            | TKO (Punches)                                        | Shooto 2003-3/18 in Korakuen Hall       | 3/18/2003  | 1     | 2:09  |
| Draw     | Takumi Nakayama           | Draw                                                 | Shooto-Treasure Hunt 11                 | 11/15/2002 | 3     | 5:00  |
| Loss     | Javier Vazquez            | Decision (Unanimous)                                 | Shooto-Treasure Hunt 7                  | 6/29/2002  | 3     | 5:00  |
| Loss     | Takanori Gomi             | Decision (Unanimous)                                 | Shooto-To The Top Final Act             | 12/16/2001 | 3     | 5:00  |
| Win      | Marcio Barbosa            | Decision (Unanimous)                                 | Shooto-To The Top 7                     | 8/26/2001  | 3     | 5:00  |
| Loss     | Caol Uno                  | KO (Kick and Punch)                                  | Shooto-R.E.A.D. Final                   | 12/17/2000 | 1     | 2:21  |
| Win      | Takuya Kuwabara           | Technical Decision (Unanimous)                       | Shooto-R.E.A.D. 9                       | 8/27/2000  | 2     | 5:00  |
| Win      | Yves Edwards              | Submission (Rear Naked Choke)                        | SB 17-SuperBrawl 17                     | 4/15/2000  | 1     | 0:18  |
| Win      | Rafael Cordeiro           | Submission (Kneebar)                                 | VTJ 1999-Vale Tudo Japan 1999           | 12/11/1999 | 1     | 0:58  |
| Win      | Phil Johns                | Submission (Toe Hold)                                | Shooto-Renaxis 5                        | 10/29/1999 | 1     | 0:54  |
| Loss     | Caol Uno                  | Submission (Rear Naked Choke)                        | Shooto-10th Anniversary Event           | 5/29/1999  | 3     | 4:02  |
| Win      | Charles Taylor            | Submission (Flying Armbar)                           | Shooto-DEVILOCK Fighters                | 1/15/1999  | 1     | 0:06  |
| Loss     | Andre Pederneiras         | KO (Kick to the Head)                                | VTJ 1998-Vale Tudo Japan 1998           | 10/25/1998 | 1     | 4:20  |
| Win      | Michael Buell             | Submission (Armbar)                                  | Shooto-Shoot the Shooto XX              | 4/26/1998  | 1     | 0:31  |
| Loss     | Joel Gerson               | Technical Submission (Armbar)                        | Shooto-Las Grandes Viajes 2             | 3/1/1998   | 1     | 3:53  |
| Win      | John Lewis                | Submission (Armbar)                                  | VTJ 1997-Vale Tudo Japan 1997           | 11/29/1997 | 2     | 1:23  |
| Win      | Maurice Corty             | Submission (Armlock)                                 | Shooto-Reconquista 4                    | 10/12/1997 | 1     | 2:01  |
| Win      | Alan Fried                | Submission (Armbar)                                  | Shooto-Reconquista 3                    | 8/27/1997  | 1     | 0:59  |
| Win      | Ali Mihoubi               | Submission (Heel Hook)                               | Shooto-Reconquista 2                    | 4/6/1997   | 1     | 2:21  |
| Win      | Ricardo Botelho           | Submission (Heel Hook)                               | Shooto-Reconquista 1                    | 1/18/1997  | 3     | 1:24  |
| Draw     | John Lewis                | Draw                                                 | VTJ 1996-Vale Tudo Japan 1996           | 7/7/1996   | 3     | 8:00  |
| Win      | Kyuhei Mikage             | Submission (Rear Naked Choke)                        | Shooto-Vale Tudo Junction 2             | 3/5/1996   | 1     | 4:04  |
| Win      | Masato Suzuki             | Technical Submission (Armbar)                        | Shooto-Vale Tudo Junction 1             | 1/20/1996  | 1     | 3:00  |
| Win      | Isamu Osugi               | Technical Submission (Flying Reverse Triangle Choke) | Shooto-Vale Tudo Perception             | 9/26/1995  | 1     | 2:01  |
| Win      | Ron Balicki               | Technical Submission (Armbar)                        | Shooto-Complete Vale Tudo Access        | 7/29/1995  | 1     | 2:14  |
| Win      | Katsuaki Yano             | TKO (Punches)                                        | Shooto-Yokohama Free Fight              | 6/4/1995   | 1     | 2:23  |
| Win      | Michael McAuliffe         | Submission (Calf Slicer)                             | Shooto-Vale Tudo Access 2               | 11/7/1994  | 2     | 2:18  |